# Plantago media
Espèce
Classification phylogénétique
Plantago media, le plantain moyen, plantain intermédiaire, plantain bâtard, plantain blanc ou langue d'agneau, est une plante herbacée vivace de la famille des Plantaginacées.

## Description

### Caractéristiques
Petite plante à racine pivotante et multiples radicelles. Feuilles basales en rosette, ovales-elliptiques, entières, à nervation marquée. La hampe est petite, légèrement pubescente, fragile, portant des fleurs en épis à calice.

### Composants chimiques
Aucubine, tanin, pectine, acides, sels, gomme, saponine.

## Usage
Comme le plantain psyllium (Plantago afra L.), les feuilles jeunes se mangent en salade.

### Pharmacopée
Usage : dépuratif, astringent, vulnéraire, ophtalmique.
Les graines sont laxatives par effet mécanique dû au mucilage qu'elles contiennent.
Depuis l'Antiquité, la plante est considérée comme hémostatique à action rapide sur les blessures. Elle était utilisée également contre la rage de dent et comme collyre sous forme d'eau distillée.
Les feuilles fraiches écrasées sont utilisées comme cicatrisant et en massage doux sur les piqures de moustiques, guêpe, abeille, frelon ou d'ortie.
On récoltait (toute l'année) les racines du plantain qui, broyées servaient pour préparer des cataplasmes anti-infectieux.

## Photos

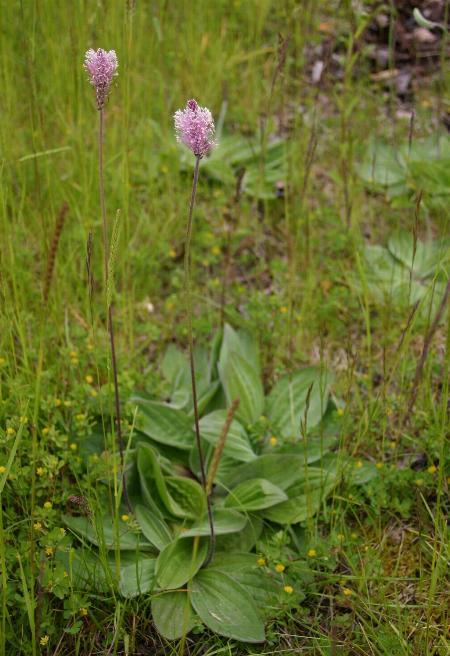
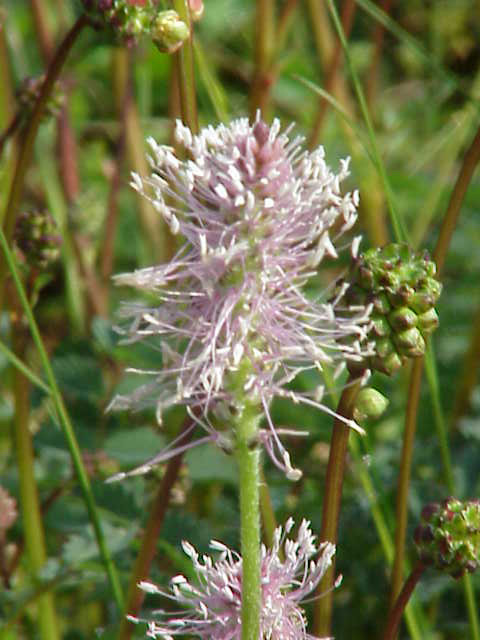
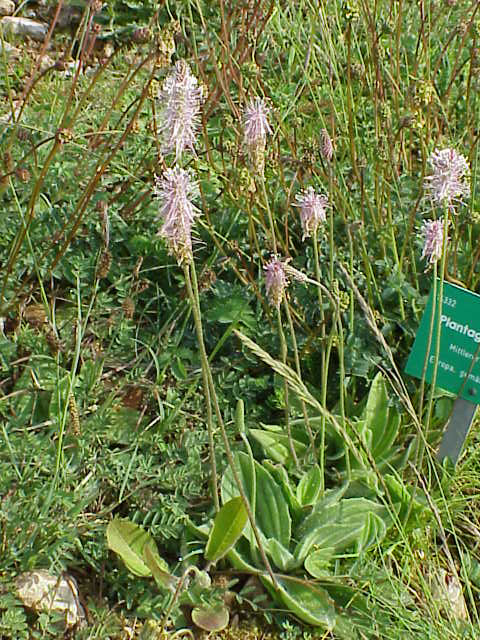
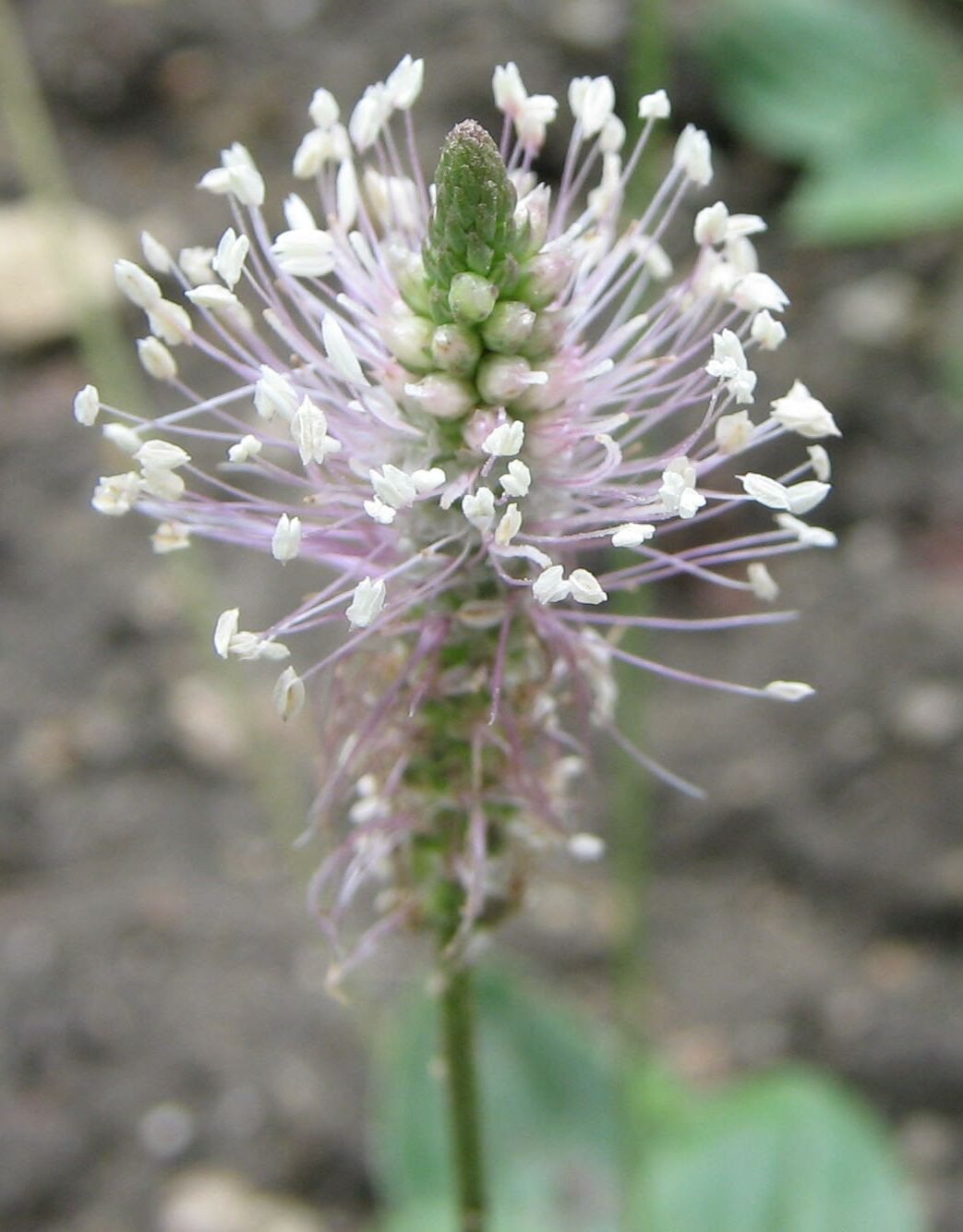